# Ischnura senegalensis
Ischnura senegalensis is een wijdverspreide juffer uit de familie van de waterjuffers (Coenagrionidae). De wetenschappelijke naam van de soort werd in 1842 als Agrion senegalense gepubliceerd door Jules Pierre Rambur.
De soort komt van oorsprong voor in Afrika, het Midden-Oosten en Zuid- en Oost-Azië. Per ongeluk is de soort ook geïntroduceerd in Europa, met inbegrip van het Verenigd Koninkrijk en Finland. Op 27 januari 2008 is de soort voor het eerst in Nederland aangetroffen, op een aquarium in Heythuysen.

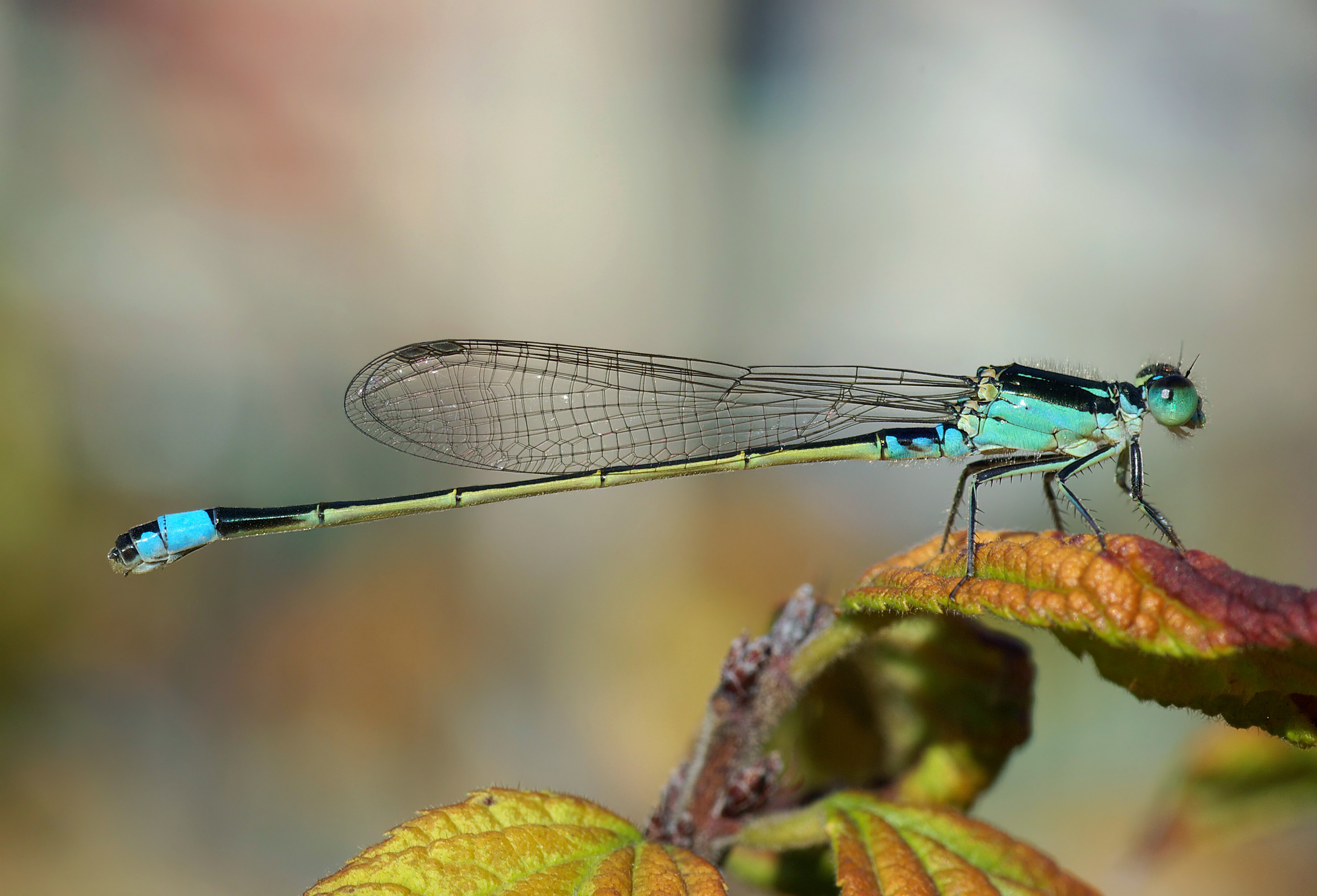
Ischnura senegalensis in de Japanse stad Osaka